# Megachile mortyana
Megachile mortyana là một loài Hymenoptera trong họ Megachilidae. Loài này được Dalla Torre mô tả khoa học năm 1896.